# Ragazze a Beverly Hills
Ragazze a Beverly Hills (Clueless) è un film del 1995, scritto e diretto da Amy Heckerling, adattamento contemporaneo di Emma, romanzo del 1815 scritto da Jane Austen.

## Trama
Cher è una ricca sedicenne che vive insieme al padre Mel nella soleggiata Beverly Hills. Tra feste e shopping, Cher e la sua amica Dionne trovano il tempo anche per fare piccole buone azioni, che fanno guadagnare loro la benevolenza di tutti. Colpite entrambe da una serie di valutazioni scolastiche scarse, Cher decide di usare il suo forte potere di persuasione per convincere gli insegnanti ad aumentare i propri voti. L'unico che resta fermo nelle sue decisioni è il signor Hall, docente di dibattito, ma Cher non si arrende ed è convinta che per cambiare la situazione deve prima migliorare la vita sentimentale del docente; le due ragazze riescono così a far avvicinare al signor Hall la professoressa Geist, anche lei single.
Nel frattempo a casa di Cher arriva Josh, il suo fratellastro, figlio di un precedente matrimonio della moglie di Mel. Josh e Cher battibeccano spesso ma ciò nonostante sembrano andare anche d'accordo. Intanto la storia d'amore tra il signor Hall e la signorina Geist ha avuto effetti positivi  anche sugli altri studenti, che ne riconoscono il merito a Cher. Sulla scia delle buone azioni compiute (che in realtà hanno avuto un tornaconto personale), Cher convince Dionne ad aiutare la nuova studentessa Tai, una ragazza un po' strana e con un look trasandato. Tai avrà una cotta per Travis, un ragazzo della classe di Cher, la quale dirà a Tai di allontanarsi da lui. Le due amiche riescono a migliorarne l'aspetto e, non soddisfatta, Cher spinge Tai fra le braccia di Elton, il ragazzo più popolare della scuola, convinta di fare una buona azione per entrambi. Quello di cui si rende conto solo dopo però, è che in realtà Elton è interessato a lei, che lo rifiuta scioccata dopo che lui l'ha molestata.
Mentre Tai si deve riprendere dalle sue pene d'amore, Cher punta un nuovo ragazzo che però stavolta sembra essere perfetto per lei: Christian.  Ma qualcosa le sfugge di mano in quanto Tai, oltre ad essere diventata terribilmente snob e acida con Cher e Travis, sembra averla superata in popolarità e come se non bastasse, ha messo gli occhi su Josh, la cui cosa inizia ad infastidirla. Dopo aver scoperto che in realtà Christian è gay dopo un appuntamento dove Cher ci provava con Christian e lui rifiutava ed essere perfino stata bocciata all'esame per la patente, Cher viene derisa da Tai che la chiama “verginella che non sa neanche guidare”. Poi Cher comincia a realizzare di aver agito fin dall'inizio in maniera sbagliata e senza aver capito niente delle persone che la circondavano, eccetto aver fatto innamorare i suoi professori. Inizia quindi a vedere anche il lato positivo dei suoi amici e capisce di essere innamorata di Josh, suo fratellastro.
Cher promette di aiutare la signorina Geist per le donazioni degli Haitiani, fa pace con Tai e, dopo che Travis inizia la terapia, capisce che ci sono ancora scintille tra i due e che a Tai non interessa più Josh. Una sera, Cher sbaglia a sistemare le carte di una causa di suo padre e un suo assistente la insulta; Cher si rattrista ma viene consolata da Josh che la bacia, capendo anche lui di essere innamorato della ragazza. Alla fine si celebrerà il matrimonio tra il signor Hall e la signorina Geist e Cher sarà colei che prenderà il bouquet.

## Colonna sonora
1. Kids in America – Kim Wilde – 3:24
2. Shake Some Action – Cracker – 4:25
3. The Ghost in You – Counting Crows – 3:30
4. Here – Luscious Jackson – 3:33
5. All the Young Dudes – World Party – 4:00
6. Fake Plastic Trees – Radiohead – 4:45
7. Change – The Lightning Seeds – 4:01
8. Need You Around – Smoking Popes – 3:42
9. Mullet Head – Beastie Boys – 2:53
10. Where'd You Go? – The Mighty Mighty Bosstones – 3:16
11. Rollin' with My Homies – Coolio – 4:06
12. Alright – Supergrass – 3:01
13. My Forgotten Favorite – Velocity Girl – 3:49
14. Supermodel – Jill Sobule – 3:07

## Citazioni
- I personaggi di Cher e Dionne sono stati chiamati così in onore delle cantanti Cher e Dionne Warwick.
- La scena in cui Cher capisce di amare Josh, con successivo zampillo della fontana, è ripresa fedelmente da Gigi.[1] Dal film è tratta anche la musica che si sente quando Christian arriva a casa di Cher e lei compare in cima alle scale.
- In una scena del film il telefono di Cher assomiglia al monolite di 2001: Odissea nello spazio e in sottofondo si sente la colonna sonora del film omonimo.
- Il personaggio del signor Hall, docente di dibattito, è ispirato a un amico di Amy Heckerling, Herb Hall, anch'egli insegnante di quella materia. Herb Hall compare nel film in un cameo, dove interpreta il preside della scuola. La stessa Heckerling compare brevemente nel ruolo di una delle damigelle della signorina Geist al matrimonio con Hall.[1]

## Successo
- La promozione americana del film fu accompagnata da un libretto intitolato How to Speak Cluelessly, contenente il lessico utilizzato dai giovani protagonisti del film, che riprende in parte il reale gergo giovanile di quegli anni.
- Nel 2015, la rivista Entertainment Weekly realizzò una classifica dei migliori 50 film ambientati in un liceo: Ragazze a Beverly Hills arrivò al settimo posto.[2]
- Alcuni anni dopo il film è stata realizzata una serie televisiva intitolata Ragazze a Beverly Hills, nella quale rimangono diversi membri del cast originale, tra cui Stacey Dash, Donald Faison e Elisa Donovan, mentre Cher viene interpretata dall'attrice Rachel Blanchard.

## Accoglienza

### Critica
Il film è stato valutato positivamente dalla critica. Su Rotten Tomatoes detiene un indice di approvazione dell'81% con un voto di 6,92 basato su 68 recensioni, mentre su Metacritic è stato valutato con 68/100 da 18 recensioni.

### Incassi
Costato 12 milioni di dollari, il film ne ha incassati in totale 56.631.572.

## Riconoscimenti
- 1995 - Awards Circuit Community Awards[6]
  - Candidatura alla miglior attrice non protagonista a Brittany Murphy
- 1995 - National Board of Review[7]
  - Miglior performance rivelazione femminile ad Alicia Silverstone
- 1996 - American Comedy Awards
  - Attrice più divertente ad Alicia Silverstone
- 1996 - Blockbuster Entertainment Awards
  - Miglior attrice esordiente ad Alicia Silverstone
- 1996 - Chicago Film Critics Association Awards
  - Candidatura alla miglior attrice esordiente ad Alicia Silverstone
- 1996 - MTV Movie & TV Awards[8]
  - Miglior performance femminile ad Alicia Silverstone
  - Attrice più attraente ad Alicia Silverstone
  - Candidatura al miglior film
  - Candidatura alla miglior performance comica ad Alicia Silverstone
- 1996 - Nickelodeon Kids' Choice Awards
  - Candidatura per la migliore attrice ad Alicia Silverstone
- 1996 - National Society of Film Critics[9]
  - Miglior sceneggiatura
- 1996 - New York Film Critics Circle Awards
  - Candidatura alla miglior sceneggiatura
- 1996 - Writers Guild of America
  - Candidatura alla miglior sceneggiatura scritta direttamente per lo schermo
- 1996 - Young Artist Award
  - Candidatura al miglior film musicale o commedia
  - Candidatura alla miglior attrice protagonista ad Alicia Silverstone
  - Candidatura alla miglior attrice non protagonista a Stacey Dash
  - Candidatura alla miglior attrice non protagonista a Brittany Murphy